# Bruno Habārovs
Bruno Habārovs   (Riga, 30 d'abril de 1939 - Riga, 29 d'agost de 1994) va ser un tirador d'esgrima letó, especialista en espasa, que va competir sota bandera de la Unió Soviètica durant les dècades de 1950 i 1960.
El 1960 va prendre part en els Jocs Olímpics d'Estiu de Roma, on disputà dues proves del programa d'esgrima. En ambdues proves, la d'espasa individual i la d'espasa per equips guanyà la medalla de bronze. Quatre anys més tard, als Jocs de Tòquio, tornà a disputar dues proves del programa d'esgrima. Fou setè en la d'espasa per equips, mentre en la d'espasa individual quedà eliminat en sèries.
En el seu palmarès també destaquen cinc medalles al Campionat del Món d'esgrima, dues d'or, una de plata i dues de bronze, entre les edicions de 1959 i 1965, així com dues medalles de plata a la Universíades de 1965, i dos campionats soviètics, el 1958 i 1960.